# الکساندر زوتوف
الکساندر زوتوف (اوکراینی: Олександр Сергійович Зотов؛ زادهٔ ۲۳ فوریهٔ ۱۹۷۵) بازیکن فوتبال اهل اوکراین است.
از باشگاه‌هایی که در آن بازی کرده‌است می‌توان به باشگاه فوتبال کریفباس کریفیی ریه، باشگاه فوتبال متالورگ دونتسک، باشگاه فوتبال چورنومورتس اودسا، باشگاه فوتبال اوورلا اوژهورود، و باشگاه فوتبال فورسکلا پولتاوا اشاره کرد.
وی همچنین در تیم‌های ملی فوتبال زیر ۲۱ سال اوکراین و اوکراین بازی کرده‌است.